# Taru Rinne

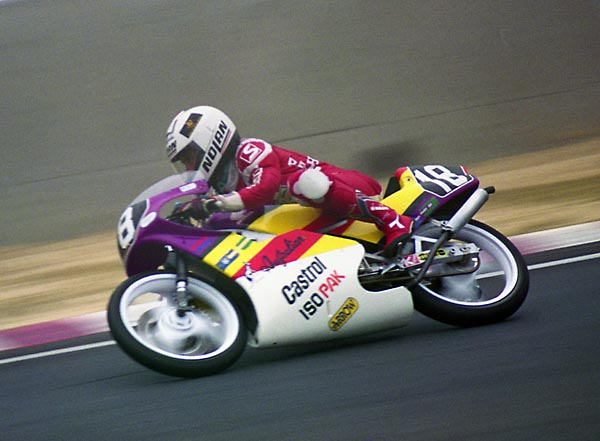
Rinne 1990 auf Honda beim Grand Prix von Japan

Taru Rinne (* 27. August 1968 in Turku, Finnland) ist eine ehemalige finnische Motorradrennfahrerin. Sie war die erste Frau, die in der Motorrad-Weltmeisterschaft Punkte errang.
1988 war Rinne beim Großen Preis von Frankreich in Le Castellet 14. in der 125-cm³-Klasse und errang damit zwei WM-Punkte. Für Honda sammelte sie insgesamt 25 Punkte in der 125-cm³-Klasse.

## Jugend Kart
- 1979 Finnische Kart Meisterschaft (85-cm³-Mini-Klasse). Gleichaltrig mit Mika Häkkinen, verlor sie zwar das Eröffnungsrennen in Lappeenranta, aber die Meisterschaft gewann sie vor Häkkinen.
- 1980 Finnische Kart Meisterschaft (85-cm³-Mini-Klasse). Im zweiten Jahr konnte sie nur Vizemeisterin werden nach Mika Salo, Häkkinen wurde Vierter.
- 1981 Finnische Kart Meisterschaft (85-cm³-Mini-Klasse). Das Eröffnungsrennen in Lahti konnte Rinne vor Häkkinen für sich entscheiden und auch die weitere Saison sah man dieses Paar sehr harte Kämpfe ausfechten. Am Ende des dritten Jahres der Meisterschaft konnte Rinne nur Vizemeisterin werden, diesmal hinter Häkkinen, immerhin vor Mika Rinta-Jaskari. Beim ersten Rennen in Lappeenranta wurde er nicht nur von Rinne, sondern auch von einem anderen jungen Mädchen besiegt, Ninna Österholm. Diese beiden Mädchen sollten ihm in der kommenden Saison noch einige Kopfschmerzen bereiten.
- 1982 Finnische Kart Meisterschaft (85-cm³-Mini-Klasse). Gewinnt Taru Rinne vor Mika Häkkinen und Ninna Österholm.
- 1983 Finnische Kart Meisterschaft (100-cm³-Formel-Nordic-Klasse). Taru Rinne gewinnt die Meisterschaft, aber ihr letzter Sieg wird ihr wegen verbotenen Kraftstoffs aberkannt. Sie wird für ein Jahr von Rennen disqualifiziert und auf den vierten Platz der Meisterschaft verbannt. Mika wird zum Sieger erklärt, Jukka Savolainen zum Zweiten und Timo Palenius zum Dritten. Wegen dieser Entscheidung kehrt sie dem Kartsport den Rücken und fährt erst wieder 15 Jahre später auf vier Rädern Rennen. Sie beginnt auf internationalen Rennstrecken Motorradstraßenrennen zu fahren. In der Europa Junior Team Meisterschaft in Horrem, Deutschland, gewann sie vor Frankreich und West-Deutschland mit Mika, Marko Mankonen und Janne Nyman.

## Motorrad-Weltmeisterschaft
- 1988 war Taru Rinne auf dem Circuit Paul Ricard 14. in der 125-cm³-Klasse und bekam zwei WM-Punkte.
- 1989 war sie auf Honda Trainingszweite beim 125er-Grand Prix von Deutschland in Hockenheim und belegte im Rennen den siebenten Platz, nachdem sie lange an dritter Position gelegen hatte.[1] Bernie Ecclestone, der zu dieser Zeit den Grand-Prix-Sport kontrollierte, entzog ihr für die kommende Saison die Starterlaubnis. Dies beendete ihre Karriere.[2]